# Wohngebiet Landsberger Tor

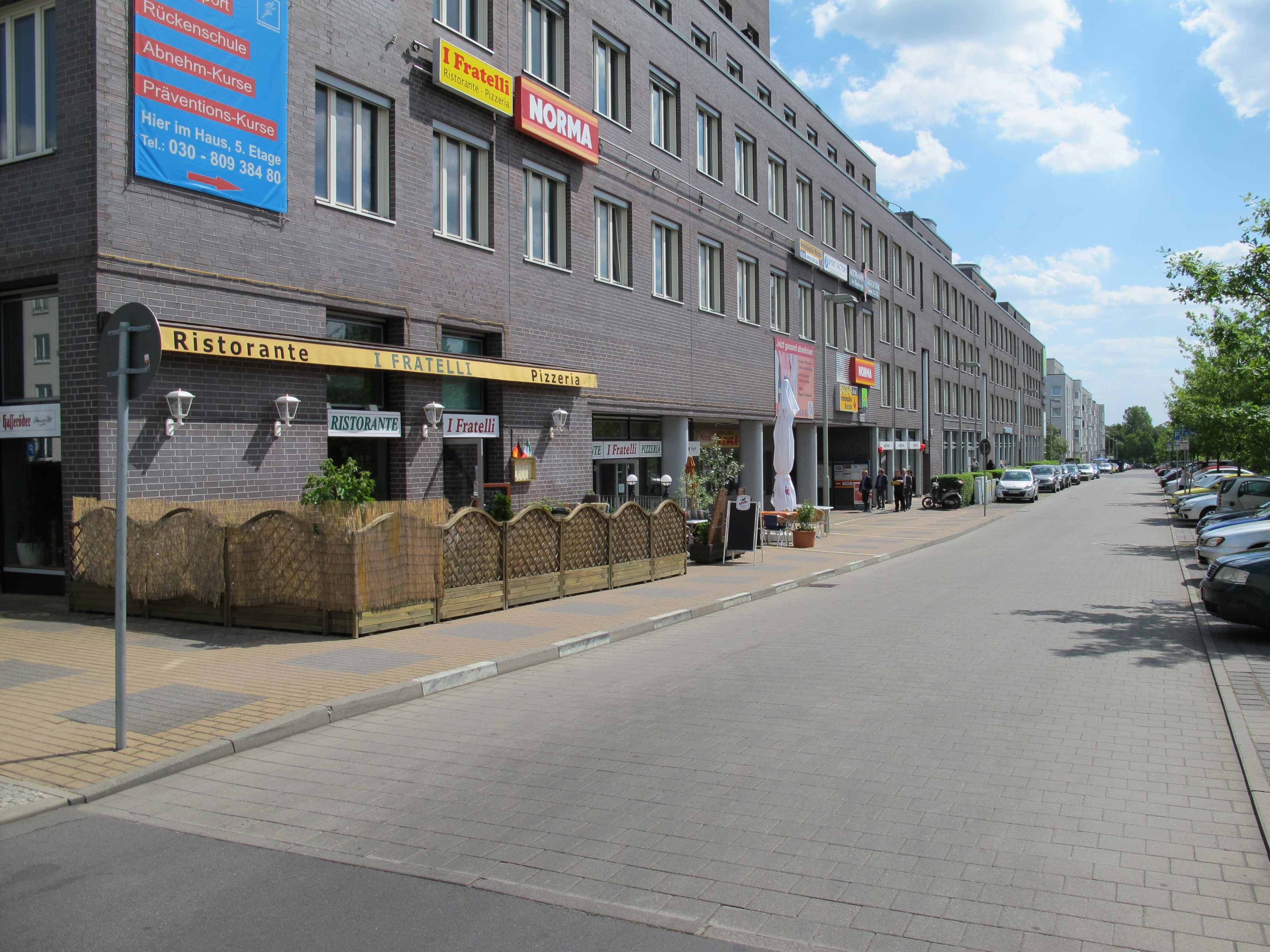
Markthalle Marzahn im Wohngebiet Landsberger Tor in Berlin-Marzahn

Das Wohngebiet Landsberger Tor ist ein Wohngebiet im Berliner Ortsteil Marzahn des Bezirks Marzahn-Hellersdorf. 

## Lage
Das Wohngebiet wird im Osten durch das Flüsschen Wuhle, im Westen durch den Blumberger Damm, im Norden durch die Landsberger Allee und im Süden durch die Eisenacher Straße und die Gärten der Welt begrenzt. Mittelpunkt des Wohngebietes ist die Markthalle Marzahn. Neben Wohnungen gehobenen Standards beherbergt sie Handels- und Dienstleistungseinrichtungen. Die ursprünglich namensgebende Nutzungsabsicht einer Markthalle hat sich mittlerweile durchgesetzt.

## Geschichte

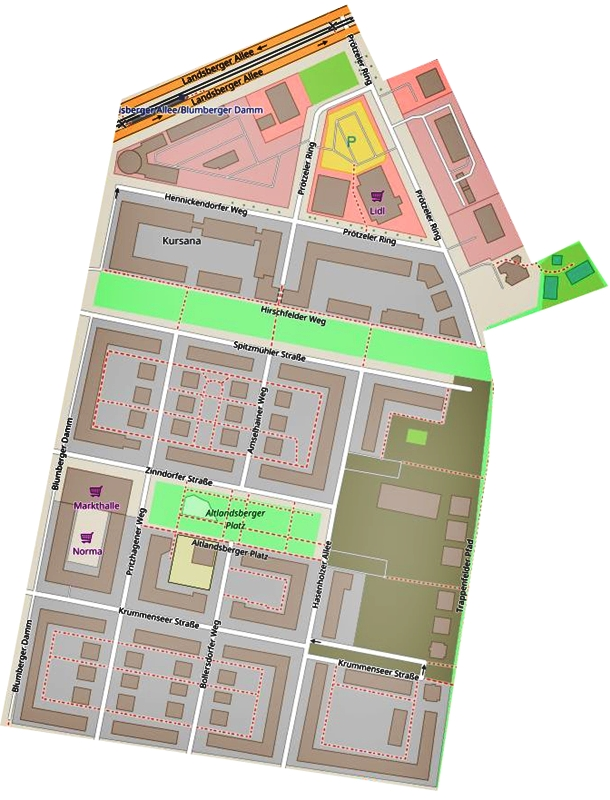
Karte des Wohngebietes

Für den Bau des neuen Wohngebiets Landsberger Tor wurde auf dem ehemaligen Areal des Gewerbegebietes zwischen Landsberger Allee, Blumberger Damm und Eisenacher Straße im Jahr 1991 mit den Planungsuntersuchungen begonnen. Der neue Berliner Flächennutzungsplan machte es im Jahr 1994 möglich, die landwirtschaftliche Nutzung auf dieser Fläche gänzlich aufzugeben; der Weg war damit für das neue Wohngebiet frei. Die Agrargenossenschaft Berlin-Marzahn zog in den brandenburgischen Ort Eiche um und setzt ihre gärtnerische Produktion in einer modernen Gewächshausanlage mit zwei Hektar fort. Das neue Wohngebiet wurde nach den städtebaulichen Planungen von Heribert Wiesemann und nach Entwürfen weiterer Architekten umgesetzt. Die LPG „Edwin Hoernle“ spezialisierte sich auf Obst- und Gemüseproduktion in Glashäusern, nachdem durch den Aufbau der Wohngebiete Marzahn und Hellersdorf in den 1980er Jahren ihre landwirtschaftliche Nutzfläche immer geringer geworden war. In den letzten Jahren vor dem Abriss befanden sich in den Glashäusern und Einrichtungen der LPG ein Möbelmarkt (Möbel-Wolf) und der erste überregional bekannte Markt für den Handel mit Ostprodukten (OSMA).
Auf dem ehemaligen Gelände der LPG errichtete die aus vier Investorengruppen bestehende ARGE Marzahn mit einem Investitionsaufwand von 1,1 Milliarden Mark (kaufkraftbereinigt in heutiger Währung: rund 944 Millionen Euro) 1654 Wohnungen und Gebäude mit einer gewerblichen Nutzfläche von 95.000 m². Die Eigentümer der Grundstücke müssen Planungen selbst realisieren. Im Wohngebiet entstanden 43 Läden und Geschäfte, Restaurants, Cafés, Büros und Dienstleistungseinrichtungen und eine große Berliner Markthalle. Außerdem haben im Auftrag der ARGE Marzahn mehrere Architekten die soziale Infrastruktur mit einem Inventar von 35 Millionen Mark geplant, wozu zwei Kindertagesstätten, eine Jugendfreizeiteinrichtung und eine Seniorenfreizeiteinrichtung gehören. Für 80 Millionen Mark wurde bis Ende 1998 das Seniorenzentrum Landsberger Tor gebaut. Es entstanden außerdem 135 betreute Ein- und Zweizimmerwohnungen, ein Pflegeheim mit 99 Plätzen, ein Senioren-Service-Center als Beratungs- und Betreuungseinrichtung, eine geriatrische Fachklinik, ein Ärztehaus sowie ein 4000 m² großer Garten inmitten des Gebäudekomplexes.
Das planerische Konzept folgt in seinen Leitlinien den städtebaulichen Entwicklungen der Berliner Vorstadt, das grundlegende Muster ist die Blockbildung. Die rechtwinklige Anordnung von Baublöcken dient der einfachen Orientierung im Wohngebiet. Es soll eine Bebauungsgrenze zum neuen Wiesenpark geben, die eine klare Zäsur zwischen Naturraum und gebauter Stadt bildet und durch eine Allee hervorgehoben ist. Im Wohngebiet gibt es einen weiteren Grünzug, dieser trennt das nördliche Wohnmischgebiet vom südlichen. Im nördlichen Bereich an der Landsberger Allee und dem Grünzug finden gewerbliche Nutzer einen neuen Standort. Außerdem soll in das neue Wohngebiet ein Stadtplatz integriert werden. Auf der westlichen Seite am Blumberger Damm schafft eine Stadtloggia den Vorbereich einer Markthalle, die Dienstleistungen und Handelsbetriebe für die tägliche Versorgung aufnehmen soll.
Im Wohngebiet sollen innerhalb der Baublöcke verschiedene moderne Wohnungstypen entstehen. In den viergeschossigen Häuserblöcken sind in den beiden oberen Geschossen Etagenwohnungen und in den unteren Etagen befinden sich Maisonettewohnungen mit Hausgärten. Im nördlichen Bereich sollen drei- bis viergeschossige Stadthäuser entstehen. Für die Parkplätze sind Blockinnenbereiche freigehaltene Grün- und Aufenthaltsflächen. Mit mineralischem Putz und dunklem Klinker sollen die Hausfassaden gestaltet werden. Im Jahr 1996 starteten die Abrissarbeiten der alten landwirtschaftlichen Gebäude. Das Areal wurde im Jahr 1994 mit dem Bau der Ver- und Entsorgungsleitungen erschlossen, das Straßennetz von allen drei Seiten an das Hauptverkehrsnetz angebunden und der Blumberger Damm zwischen Cecilienstraße und Landsberger Allee vierspurig ausgebaut. Die Kosten betrugen 21 Millionen Mark. Im Inneren des Wohngebiets entspricht das Erschießungsnetz der Struktur der Blockbebauung. Der Bausenator Wolfgang Nagel nahm für das neue Wohngebiet am 12. Oktober 1995 die Grundsteinlegung vor. Im Juli 1996 wurden die ersten Baugenehmigungen erteilt und am 4. November 1996 erfolgte der erste Spatenstich für das Seniorenzentrum Landsberger Tor. Es waren rund 1000 Bauarbeiter bis zum Abschluss der Hochbauarbeiten tätig. Die ersten Wohnungen waren Ende 1997 fertiggestellt und es wurde in weiteren Etappen bis 1999 zu Ende gebaut.
Der Altlandsberger Platz sollte auf einer 5000 m² großen Brache im Jahr 2006 gebaut werden. Das neue Areal sollte vor einigen Jahren zusammen mit dem neuen Wohngebiet entstehen. Die Baufirma ging in Konkurs und es war kein Geld da. Nach einem gerichtlichen Vergleich konnten 800.000 Euro zur Verfügung gestellt werden. Danach begann man im Jahr 2007 mit dem Bau. Es entstand ein grüner Stadtplatz mit Sitzelementen und Wasserspielen. Die Skulpturen, die seit Jahren eingelagert waren, wurden aufgestellt.
Im August 2014 zog die IGA 2017 Berlin GmbH in die Markthalle Marzahn an der Zinndorfer Straße ein. Von dort aus wird die Internationale Gartenausstellung 2017 im Bezirk Marzahn-Hellersdorf vorbereitet und organisiert.
Zwischen der Hasenholzer Allee und dem Wiesenpark entstand auf einer Brache eine Mischung aus Stadtvillen und Wohnblöcken.
Die Straßen des Wohngebietes sind nach Orten im Land Brandenburg benannt, z. B. Krummenseer Straße, Zinndorfer Straße, Hasenholzer Allee, Spitzmühler Straße, Prötzeler Ring, Bollersdorfer Weg usw.
Bei der Namensgebung für das Wohngebiet griff man auf die in Berlin immer noch geläufige Bezeichnung des alten Zolltors der Berliner Akzisemauer zurück, die sich am heutigen Platz der Vereinten Nationen befand, etwa zehn Kilometer vom heutigen Wohngebiet Landsberger Tor entfernt.
Zum 31. Dezember 2023 lag der Ausländeranteil im Wohngebiet Landsberger Tor bei 7,9 %. Dieser Wert war sowohl für Berliner als auch für Marzahn-Hellersdorfer Verhältnisse deutlich unterdurchschnittlich; für Berlin lag der Anteil Ende 2023 vergleichsweise bei 24,4 % und für Marzahn-Hellersdorf bei 18,6 %. Bei den meisten Ausländern im Wohngebiet Landsberger Tor handelt es sich um Ukrainer und Syrer.